# Trichilia obovata
Trichilia obovata är en tvåhjärtbladig växtart som beskrevs av W.A. Palacios. Trichilia obovata ingår i släktet Trichilia och familjen Meliaceae. Inga underarter finns listade i Catalogue of Life.